# キイロアメリカムシクイ
キイロアメリカムシクイ（黄色亜米利加虫喰、学名：Setophaga petechia）は、スズメ目アメリカムシクイ科に分類される鳥類の一種。

## 分布
- 繁殖地:北アメリカ
- 越冬地:中央アメリカ-南アメリカ

## 形態
全長13cm。体は全体的に黄色で、翼は少し黒ずんでいる。胸には赤い縞模様がある。嘴は黒。

## 生態
水辺に近い林、公園などに生息する。
食性は昆虫食で、葉にいる昆虫類を捕食する。
木の枝に椀形の巣を作る。